# Kelvin Hoefler
Kelvin Hoefler (Guarujá, 10 de febrero de 1994) es un patinador brasileño, medallista de plata en los Juegos Olímpicos de Tokio 2020, habiendo sido la primera medalla del país en el evento. También fue bicampeón de los X Games, de Mineápolis y Noruega.

## Trayectoria
Hoefler comenzó a patinar a los ocho años en su ciudad natal de Guarujá, São Paulo. Después de ganar algunos eventos en su adolescencia, se comprometió a seguir el skate como carrera. Hizo su debut profesional en 2011.
Hoefler ascendió de manera constante en la clasificación a lo largo de la década de 2010 para convertirse en uno de los principales patinadores callejeros del mundo. Ha obtenido medallas en todos los torneos importantes de skateboarding (Juegos Olímpicos, Campeonato Mundial de Skateboarding y X Games) y ha ganado múltiples eventos en los circuitos de Street League Skateboarding (SLS) y Dew Tour.
Sus principales títulos incluyen el oro del Campeonato Mundial en 2015, el oro de los X Games Minneapolis en 2017, el oro de los X Games Norway en 2018 y la plata en los Juegos Olímpicos de Verano de 2020. 
Sus patrocinadores incluyen Powell-Peralta, Monster y G-Shock.